# Andrianampoinimerina
Andrianampoinimerina (ur. ok. 1745, zm. 1810?) – władca Imeriny na Madagaskarze.
Pochodził z dwóch królewskich linii. 
- Ze strony ojca – był trzecim synem Andriamiaramanjaka, króla  Ikaloy i Anjafy w Imerina, oraz  księcia Alahamadintany-Zafimamy, który zachował niezależność polityczną i kulturową w Imerina.
- Jego matka, Ranavalonandriambelomasina, była siostrą Andrianjafy, króla północnej Imeriny w latach 1770–1787, co czyniło Andrianampoinimerina księciem Merina[1].

Panował w latach 1787–1810. Traktuje się go jako jednego z największych przywódców wojskowych i politycznych w historii Madagaskaru.
Władzę objął po obaleniu rządów swojego wuja, króla Andrianjafy panującego w latach 1770–1787 władcy Imerina Avarandrano. 
Księstwo było jednym z czterech, które powstały po historycznym podziale jednolitego królestwa Imerina dokonanego przez króla Andriamasinavalona 100 lat wcześniej, pośród czterech swoich synów.
Władca stopniowo rozszerzał swoje wpływy poprzez podboje księstw Imerina, przez co przyłącza kolejno Betsileo, Sihanaka, Bezanozano i terytorium Bara.
Andrianampoinimerina był pierwszym królem w Merina, który wprowadził oficjalne kodeksy cywilne i karne.
- Rozdał ziemię według rygorystycznego kodeksu, wprowadził fiskalizm pobierając różne podatki, np. od części upraw ryżu.
- Wprowadził regulacje do gospodarki poprzez tworzenie oficjalnych rynków i ujednolicenie stawek rynkowych, ujednolicił jednostki miary (w tym długość i objętość).
- Unormował politykę monetarną.
- Założył Armię Obywatelską o nazwie foloalindahy.

Jednym z dobrze znanych haseł Andrianampoinimerina było „Głód jest moim jedynym wrogiem”. W gospodarczej „walce” z nim Imerina uzyskała nadwyżki w uprawie ryżu i produkcji bydła w okresie swojego panowania. Nadwyżka ta pozwoliła królestwu umocnić swoją dominację gospodarczą i wojskową pod rządami jego następcy, Radama I.
Andrianampoinimerina założył swoją stolicę w ufortyfikowanym mieście Ambohimanga, miejscu o dużym znaczeniu duchowym, kulturalnym i politycznym. Z tego okresu zachowały się królewskie kwatery. W roku 2001 miasto zostało wpisane na Listę Światowego Dziedzictwa UNESCO.
Zmarł po 23 latach panowania. Jego rządy stworzyły podstawę dla zjednoczenia Madagaskaru, który to cel został prawie osiągnięty za rządów jego syna Radama I.